# Kastor Notter
Kastor Notter (16 de febrero de 1903 – 9 de enero de 1950) fue un ciclista suizo. Fue ganador del Campeonato de Suiza en Ruta en 1924, 1925 y 1927. Finalizó en quinto lugar en la the París-Roubaix 1926.

## Palmarés
1923
- Vuelta a Suiza Oriental
- Zúrich-La Chaux-de-Fonds

1924
- Campeonato de Suiza en Ruta

1925
- Campeonato de Suiza en Ruta
- Tour de Berna

1926
- Romanshorn-Ginebra

1927
- Campeonato de Suiza en Ruta
- Campeonato de Zúrich